# Ivisnäs
Ivisnäs [-nä:'s] (finska: Iivisniemi) är en del av stadsdelen Kaitans i Esbo stad.
Centrum av Ivisnäs består av ett höghusområde med hus med liknande utseende byggt i slutet på 1960-talet. Runt höghusområdet finns egnahemshusområden i bland annat Hannusträsk, Sälviken och Kaitans. All grundservice finns i Ivisnäs, såsom butiker, daghem, skolor med mera. En av huvudstadsregionens största fritidsbåthamnar, Finno båthamn, ligger i Ivisnäs.

## Historia
I Ivisnäs har det funnits flera bryggor som anlöptes av båtar på väg till Porkala eller västerut. Också herrgårdarna Ivisnäs och Bondas har i tiden funnits i området. Bostadsområdet Hannusträsk började byggas på 1930-talet. Rulludden fungerade i slutet av 1700-talet som bryggplats för vedlastning. På udden finns Villa Rulludd, från 1873–1908 och idag ingår i Esbo stadsmuseum. 